# Gödörkés fásgereben
A gödörkés fásgereben (Hydnellum scrobiculatum) a Bankeraceae családba tartozó, Európában és Észak-Amerikában elterjedt, fenyvesekben, vegyes erdőkben élő, nem ehető gombafaj. 

## Megjelenése

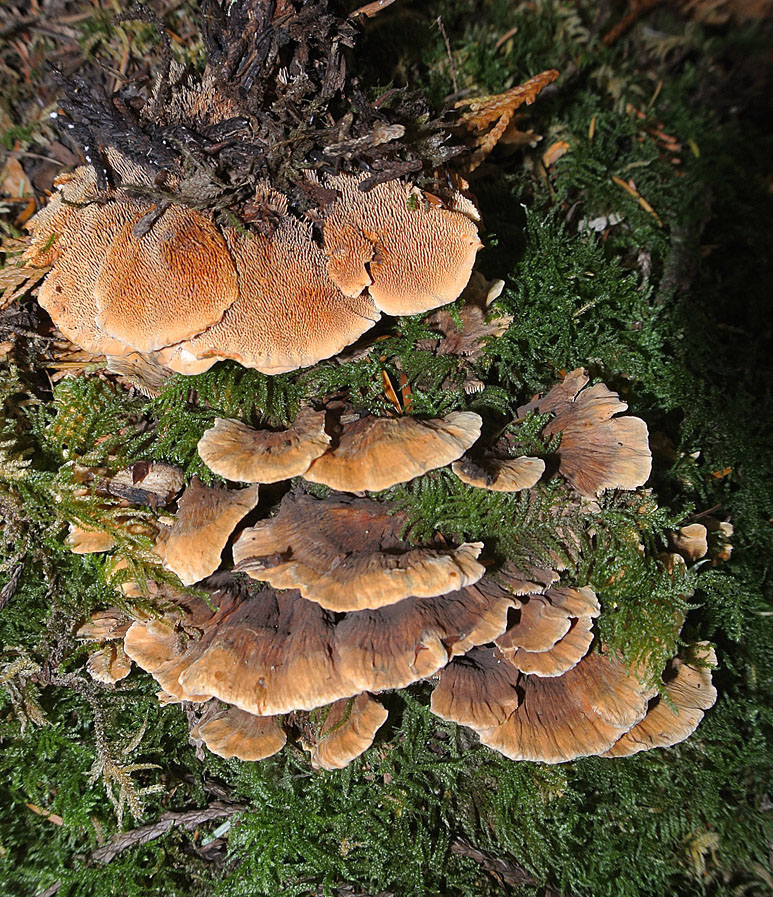

A gödörkés fásgereben kalapja 4-8 cm széles, alakja lapos, majd közepén bemélyedővé válik. A szomszédos termőtestek rozettaszerűen összenőhetnek. Színe fiatalon fehéres, majd a közepétől kezdődően megbarnul; széle fehéres-sárgás. Felülete finoman bársonyos, gödörkés, felhasadozó, zónázott lehet.
Húsa vékony (max. 2 mm), szívós, rostos; színe barnás. Szaga nem jellegzetes, íze lisztes. 
A tönkre lefutó termőrétege tüskés. A sűrűn elhelyezkedő tüskék 1-3 mm hosszúak, eleinte fehéresszürkék, majd lilásbarnák.
Tönkje max. 4 cm magas és 0,5-3 cm vastag. Alakja vaskos, töve kissé megvastagodott. Színe a kalapéval egyezik, felülete bársonyos.
Spórapora barna. Spórája majdnem kerek vagy szabálytalanul elliptikus, felszíne gumós, mérete 4,5-6,5 x 4-5µm.  
 

### Hasonló fajok
A sávos fásgereben, a bársonyos fásgereben és a narancssárga fásgereben hasonlíthat hozzá. 

## Elterjedése és termőhelye
Európában és Észak-Amerikában honos. Magyarországon még nem találták meg.
Savanyú talajú fenyvesekben vagy vegyes erdőkben él. Augusztustól októberig terem. 
Nem ehető.